# Мёринг, Марен
Ма́рен Мёринг (нем. Maren Möhring; род. 1970, Бремен) — немецкий историк, профессор истории культуры и общества современной Европы в Лейпцигском университете. Специалист по истории культуры и общества XIX—XX веков, потребления, миграции и гендерным исследованиям.

## Биография
В 1990—1998 годах Марен Мёринг изучала историю, германистику и педагогику в Гамбургском университете. В 1993—1994 годах по программе «Эразмус» обучалась в Тринити-колледже в Дублине, а в 1998—2001 годах — по стипендии Немецкого научно-исследовательского общества в аспирантуре Мюнхенского университета. В 2002 году Мёринг защитила диссертацию по теме «Мраморные тела. Бодибилдинг в немецком нудизме».
В 2010 году Марен Мёринг получила право преподавания в вузах на основе монографии об истории иностранной гастрономии в ФРГ. В 2012—2014 годах Мёринг возглавляла отдел политических изменений в Центре современных исследований в Потсдаме. В марте 2014 года она получила из Лейпцигского университета приглашение на профессорскую должность.

## Труды
- Marmorleiber. Körperbildung in der deutschen Nacktkultur (1890—1930). Böhlau, Köln/Weimar/Wien 2004.
- Fremdes Essen. Die Geschichte der ausländischen Gastronomie in der Bundesrepublik Deutschland. Habilitationsschrift. Universität zu Köln 2009/2010. Oldenbourg, München 2012.